# 海洋性气候

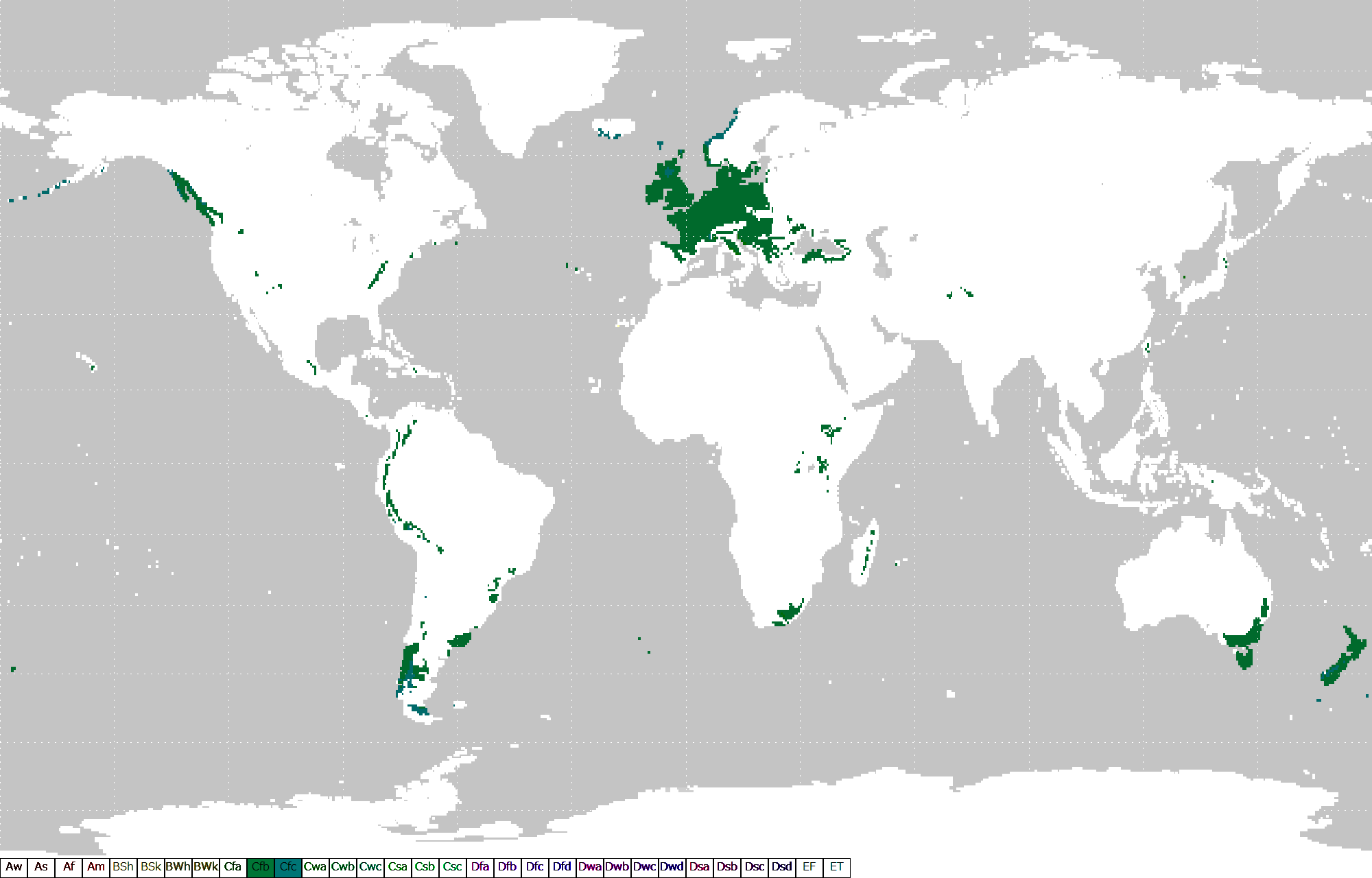
海洋性气候分布

海洋性气候 (英語：oceanic climate)，气候类型之一，一般位于大陆的西岸以及澳大利亚东南部，受海洋影响较大，冬天较温和，夏天较凉爽。年降水量较多，降水季节分配比较均匀，氣候環境十分穩定。缺點為多雲易下雨，陽光較為缺乏。

## 海洋性气候分布地区

### 非洲
典型的海洋性气候位于南非南端。

### 欧洲
遍布西欧大部分地区，如法国西部与北部、荷兰、比利时、德国西部与西北部、瑞士西部、西班牙北部、葡萄牙北部、安道尔、挪威西南部、丹麦、爱尔兰、瑞典、英国、土耳其北部。

### 美洲
位于阿根廷部分地区。

### 大洋洲
分布于新西兰、澳大利亚塔斯马尼亚州、维多利亚州、新南威尔士州等地。

### 亚洲
分布范围極其狭小，因為季風風向的關係，如果終年都有海洋水氣帶入，原因多和地势相关，无成片分布。如中国福建省武夷山山区和台灣就属于此种类型。

## 海洋性气候亚型
包括亚热带湿润气候（Cfa）、温带海洋性气候（Cfb，Cfc）和亚热带高原气候（Cfb，Cwb）。

## 代表城市
- 阿根廷 马德普拉塔
- 英国 倫敦
- 英国 愛丁堡
- 爱尔兰 都柏林
- 冰島 雷克雅維克
- 哥伦比亚 波哥大
- 德国 柏林
- 德国 慕尼黑
- 德国 美因河畔法兰克福
- 德国 漢堡
- 比利时 布魯塞爾
- 法國 巴黎
- 巴西 库里蒂巴
- 新西兰 威靈頓
- 新西兰 基督城
- 荷巴特
- 南非 伊莉莎白港
- 拉埃斯佩蘭薩
- 奥地利 維也納
- 加拿大 溫哥華
- 美国 西雅圖
- 基多
- 科萬